# استفاده نظامی از کودکان
استفاده نظامی از کودکان یا کودک سربازی در قالب‌های به‌کارگیری کودکان به عنوان کودک-سرباز در جنگ، استفاده در فعالیت‌های حمایت از جنگ مانند نگهبانی، جاسوسی و بردگی جنسی و در نهایت استفاده از کودکان برای پروپاگاندا در جنگ است. 

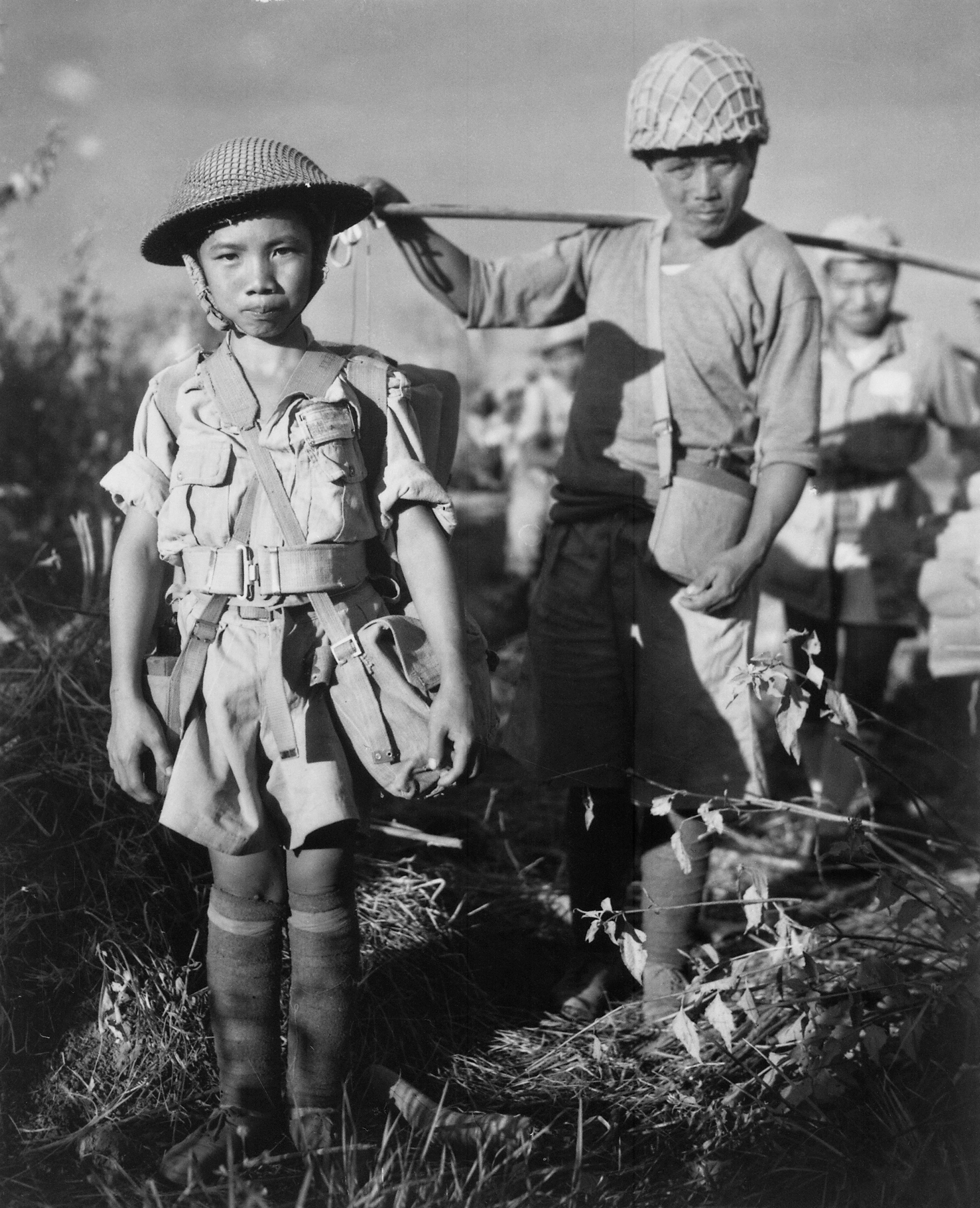
کودک-سربازان ده ساله چینی عضو کومینتانگ، ۱۹۴۴

در طول تاریخ، در بسیاری از کشورها و فرهنگ‌ها، از جمله در جنگ ایران و عراق به صورت گسترده از کودکان برای مقاصد نظامی استفاده شده‌است. در دهه ۱۹۷۰، پیمان‌هایی برای ممنوعیت استفاده از کودکان درجنگ تصویب شد؛ ولی با این وجود، گزارش‌های «کمپین بین‌المللی توقف سربازی کودکان» نشان از استفاده گسترده از کودکان در جنگ‌ها می‌دهد.

## قوانین بین‌المللی
ماده ۳۸ پیمان‌نامه حقوق کودک (۱۹۸۹) اعلام می‌کند که گروه‌های سیاسی نباید از افراد زیر پانزده سال در جنگ استفاده کنند. همچنین «پروتکل اختیاری شرکت کودکان در جنگ» (۲۰۰۲) از طرفین درگیری‌ها می‌خواهد که به افراد زیر هجده سال اجازه شرکت در جنگ داده نشود و سربازگیری اجباری در مورد این افراد نیز ممنوع است (ماده۴). همچنین این پروتکل اختیاری از حکومت‌ها می‌خواهد که کودکان را برای اقدامات نظامی بسیج نکنند و از نام‌نویسی آن‌ها برای شرکت در درگیری‌های نظامی خودداری شود و حکومت‌ها برای بازگشت آرامش جسمانی و روانی کودکان تلاش کنند. (ماده ۶)

بنابر ماده ۸٫۲٫۲۶ اساسنامه رم از دیوان بین‌المللی کیفری تصویب شده در سال ۱۹۹۸ و اجرایی شده در ۱ ژوئیه ۲۰۰۲، «سربازگیری یا نام‌نویسی از افراد زیر ۱۵ سال برای شرکت در درگیری‌های نظامی ممنوع و یک جرم جنگی محسوب می‌شود.» در ۲۶ ژوئیه ۲۰۰۵ شورای امنیت سازمان ملل متحد به اتفاق آراء «قطعنامه ۱۶۱۲ شورای امنیت» را به تصویب رساند. این قطعنامه نخستین قدم برای ایجاد سیستم نظارتی و گزارشی به منظور وادار کردن گروه‌های استفاده‌کننده از کودکان در جنگ برای پذیرش قوانین بین‌المللی بود.

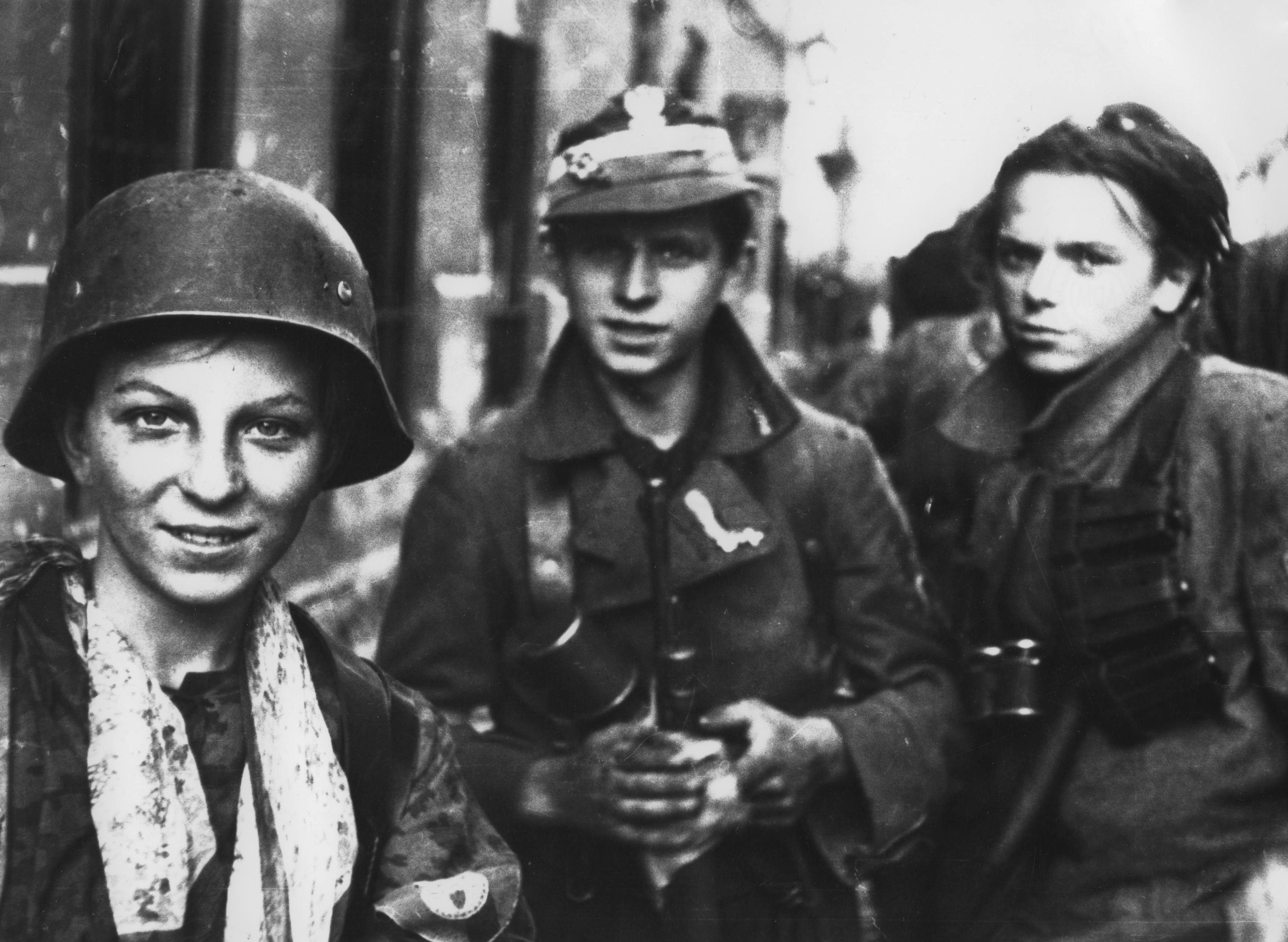
کودکان لهستانی شرکت‌کننده در قیام ورشو، ۱۹۴۴

## سربازان کودک در جهان امروز
براساس گزارش دیدبان حقوق بشر در سال ۲۰۰۷ در بیش از ۲۰ کشور جهان نزدیک ۲۰۰ تا ۳۰۰ هزار نفر از کودکان سرباز در جنگ‌ها مورد استفاده قرار گرفته‌اند.

### آفریقا
در سال ۲۰۰۷ قاره آفریقا بالاترین تعداد کودکان سرباز در جهان را داشته‌است. براساس آمار تخمینی در سال ۲۰۰۴ بیش از صد هزار کودک سرباز در موارد رزمی در آفریقا وجود داشته‌است.
- بروندی: صدها کودک در نیروهای آزادی‌بخش ملی به فعالیت‌های نظامی می‌پردازند. همچنین کودکان در ارتش بروندی نیز مورد استفاده قرار می‌گیرند.
- جمهوری آفریقای مرکزی:صدها کودک در نیروهای شورشی اتحادیه دموکراتیک برای یکپارچگی مورد استفاده نظامی قرار می‌گیرند.
- چاد: کودکان در گروه شورشی جبهه دموکراتیک برای تغییرات در حال جنگ با ارتش چاد می‌باشند.[۹]
- ساحل عاج: در طول جنگ داخلی سال ۲۰۰۲، «کودکان توسط دو طرف اغلب مجبور به خدمت شدند».[۱۰]
- لیبریا: تمام طرف‌های دومین جنگ داخلی لیبریا از سربازان کودک به عنوان وسیله‌ای برای افزایش نقاط قوت خود استفاده کردند.[۱۱]
- رواندا: در سال ۲۰۰۲، سربازان کودک توسط نیروهای دولتی و فرماندهی نیروهای رواندا، که در جمهوری دموکراتیک کنگو فعالیت می‌کردند، استفاده می‌شدند.[۱۰]
- جمهوری دمکراتیک کنگو: صدها کودک در جنگ گروه‌های شورشی شرکت می‌کنند. بالاترین میزان شرکت کودکان درجنگ دوم کنگو به میزان سی هزار نفر بوده‌است.
- سیرالئون: دیوید م. رزن، سرباز ارتش آمریکا در جنگ و تروریسم، در مورد قتل، تجاوز، شکنجه و هزاران مجروح توسط واحد کوچک پسران جبهه متحد انقلاب (RUF) در جریان جنگ داخلی سیرالئون بحث می‌کند (۱۹۹۱–۲۰۰۱). کتاب دیگری که جنگ داخلی را شرح می‌دهد یک راه طولانی است که توسط اسماعیل بیه رفته‌است. این جنگ داخلی را از دیدگاه اسماعیل توصیف می‌کند زمانی که او مجبور شد که یک سرباز باشد.[۱۲]
- سومالی:همه گروه‌ها در سومالی از کودکان در جنگ استفاده می‌کنند که میزان آن ۲۰۰٬۰۰۰ نفر تخمین زده می‌شود. در جنگ سومالی، اتحادیه محاکم شریعت اسلامی به صورت گسترده از کودکان در درگیری‌ها استفاده کرد که نتیجه آن کشتار بیشمار کودکان بوده‌است.
- سودان: در سودان صدها کودک در حال نبرد با ارتش مردمی سودان بودند. در دارفور ارتش سودان، ارتش جنجوید، ارتش آزادیبخش، از دست کم هفت هزار کودک سرباز در جنگ استفاده کردند.
- اوگاندا: در اوگاندا نیروهای شورشی بیش از ۳۰۰۰۰ دختر و پسر را در جنگ‌ها شرکت دادند. دخترها وادار به بردگی جنسی شدند. ارتش اوگاندا نیز از افرادی با سنین حدود سیزده سال برای جنگ نام‌نویسی می‌کند.
- زیمبابوه: یک گروه شبه نظامی حامی رابرت موگابه از کودکان برای تهیه مواد مخدر، شرکت در خشونت‌های شهری علیه گروه‌های مخالف استفاده می‌کند.[۱۳]

### آسیا

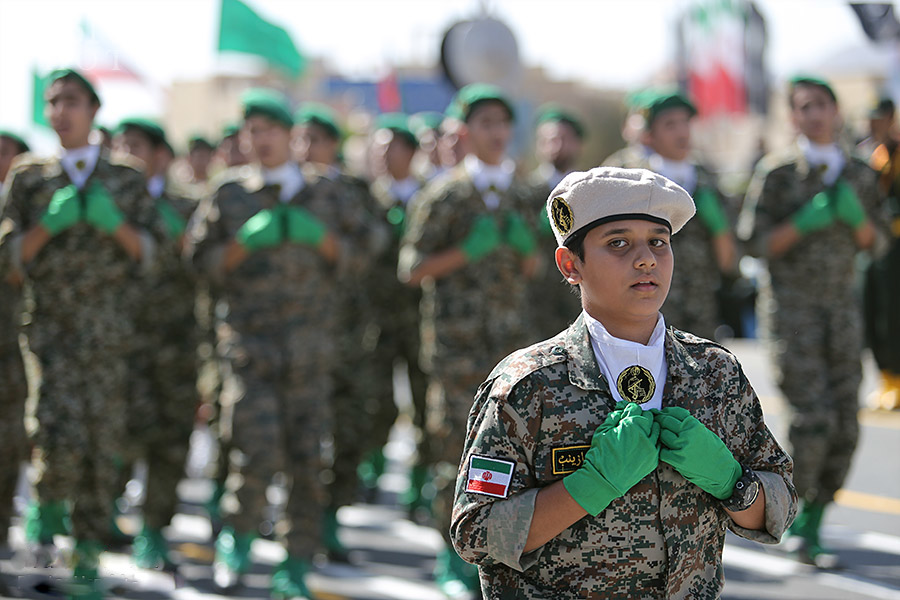
استفاده نظامی از کودکان در هفته دفاع مقدس

در سال ۲۰۰۴ صدها کودک در افغانستان، میانمار، اندونزی، لائوس و سری‌لانکا مورد استفاده نظامی قرار گرفتند. کشور میانمار در این زمینه منحصربه‌فرد است. ارتش برمه تنها ارتشی است که به اجبار از کودکان بین ۸ تا ۱۲ سال استفاده می‌کند.
- استرالیا: نیروی دفاعی استرالیا اجازه می‌دهد تا پرسنل را از سن ۱۷ سالگی با رضایت والدین به خدمت بگیرند. با این حال، پرسنل زیر ۱۸ ساله نمی‌توانند در خارج از کشور مستقر شوند یا در مبارزه مستقیم مورد استفاده قرار گیرند، مگر در شرایط سخت که امکان تخلیه آن‌ها وجود ندارد.[۱۵]
- افغانستان: شبه نظامیان طی سه دهه گذشته هزاران سرباز کودک را در جریان جنگ‌های داخلی افغانستان به خدمت گرفته‌اند. بسیاری هنوز هم در حال جنگیدن هستند، بسیاری هنوز در حال جنگیدن برای طالبان هستند. برخی از کسانی که از مدارس دینی اسلامی یا مدارس گرفته شده‌اند به عنوان بمب‌گذاران انتحاری و مردان مسلح استفاده می‌شوند.[۱۶]
- بحرین: کارآموزان نظامی دانشکده افسری، کارآموزان NCO و پرسنل فنی می‌توانند در سن ۱۵ سالگی در نیروی دفاع بحرین خدمت کنند.[۱۷]
- میانمار:حدود ۷۰۰۰ کودک پسر در ارتش میانمار خدمت می‌کنند.[۱۸]
- هند: در هند داوطلبان می‌توانند از سن ۱۶ سالگی به نیروی دریایی هند و از سن ۱۷ سالگی به نیروی هوایی هند بپیوندند. این سربازان پخش و گسترش نمی‌یابند تا بعد از آموزش که تا آن زمان سن آن‌ها ۱۸ سال یا بیشتر می‌شود.[۱۹]
- ایران: در طول جنگ ایران و عراق، کودکان به ارتش داوطلبانه بسیج اعزام شدند. به گفته منتقدان دولت ایران، «کودکان به عنوان موج‌های سپر انسانی به جلو فرستاده شدند».[۲۰][۲۱]  کریستوفر هیچنز ادعا کرد که ایرانیان «شاید یک میلیون و نیمی از بچه‌های خود را از دست دادند».[۲۲] ایران در سال ۱۳۷۳ به پیمان‌نامه حقوق کودک پیوست با این شرط که در جایی که مطابق با مقررات اسلامی باشد از اجرای آن سرباززند.[۲۳] و همچنین در ایران با تشکیل بسیج و جذب کودکان برای پروپاگاندا و … از کودکان به عنوان ابزار جنگ و پروپاگاندا استفاده می‌شود.
- عراق: کودکان سرباز توسط گروه‌های شورشی در عراق در نبردها مورد استفاده قرار می‌گیرند.
- کردستان: CSUCS ادعا کرد حزب کارگران کردستان (پ‌ک‌ک) به‌طور سیستماتیک کودکان را استخدام کرده‌است. ادعا شده‌است که در سال ۱۹۹۸ حزب کارگران کردستان ۳۰۰۰ کودک سرباز داشت.[۲۴]
- لبنان: بسیاری از طرفین در جنگ داخلی لبنان از کودکان سرباز استفاده می‌کردند. یک گزارش ماهانه ۲۰۰۸ CSUCS اعلام کرد که حزب‌الله کودکان را برای خدمات نظامی آموزش می‌دهد.[۲۵]
- نپال: حدود ۶٬۰۰۰–۹٬۰۰۰ کودک در نیروهای کمونیستی نپال (مائوئیست) خدمت می‌کنند. اگرچه یک توافقنامه صلح وجود دارد اما مائوئیست‌ها هنوز فرزندان خود را از صفوف خود جدا نکرده‌اند.[۲۶]
- فیلیپین: کودکان توسط نیروهای شورشی، از جمله ارتش نیوجرسی، گروه ابوسایاف و جبهه آزادی‌بخش ملی مورو (MNLF) استخدام می‌شوند. حدود ۱۳ درصد از ۱۰٬۰۰۰ سرباز در جبهه ملی مورو کودکان هستند.[۲۷]
- سنگاپور: سرویس ملی اجباری (NS) نیازمند تمام شهروندان سنگاپور و ساکنان دائمی نسل دوم است که به سن ۱۸ سالگی رسیده‌اند تا در ارتش ثبت نام کنند. آن‌ها یک دوره دو ساله یا یک ساله به مدت ۱۰ ماه به عنوان سربازان مأموریت تمام وقت (NSFs)، یا در نیروهای مسلح سنگاپور (SAF)، نیروی پلیس سنگاپور (SPF)یا نیروی دفاع عمومی شهری سنگاپور (SCDF) خدمت می‌کنند.[۲۸][۲۹]
- سریلانکا: گروه شورشی ببرهای تامیل از حدود ۶ تا ۷ هزار کودک در نبرد با دولت مرکزی استفاده کرده‌است.[۳۰]
- فلسطین: گروه‌های فلسطینی در منازعه فلسطین-اسرائیل از کودکان استفاده نظامی می‌کنند. سازمان عفو بین‌الملل در گزارشی اعلام کرد که گروه‌های فلسطینی نباید از کودکان برای اقدامات نظامی یا حمل سلاح استفاده کنند.[۳۱] مطابق گزارش ائتلاف برای توقف سربازی کودکان گروه‌های فلسطینی بین اکتبر ۲۰۰۰ تا مارس ۲۰۰۴ دست کم نه بار از کودکان برای حملات انتحاری استفاده کرده‌اند.[۳۲] اگرچه در این گزارش گفته شده‌است که هیچ مدرکی مبنی بر استفاده نظام‌مند از کودکان وجود ندارد ولی از کودکان برای انتقال پیام‌های نظامی استفاده شده‌است. گروه‌های عمده استفاده‌کننده از کودکان شامل فتح، حماس و جهاد اسلامی فلسطین و جبهه مردمی برای آزادی فلسطین است.[۳۳]
- سوریه: در جریان جنگ داخلی سوریه، کودکان به مخالفان علیه بشار اسد پیوستند.[۳۴]
- یمن: رادیکا کوماراسویمی، نماینده ویژه برای کودکان و اختلافات مسلحانه، در ماه ژانویه ۲۰۱۰ اعلام کرد که تعداد زیادی از پسران نوجوان در مبارزات قبیله‌ای یمن استخدام می‌شوند. عبدالرحمان المورانی، فعالان غیردولتی، برآورد کرده‌است که هر ساله در یمن سالانه ۵۰۰ تا ۶۰۰ کودک کشته یا زخمی می‌شوند.[۳۵]

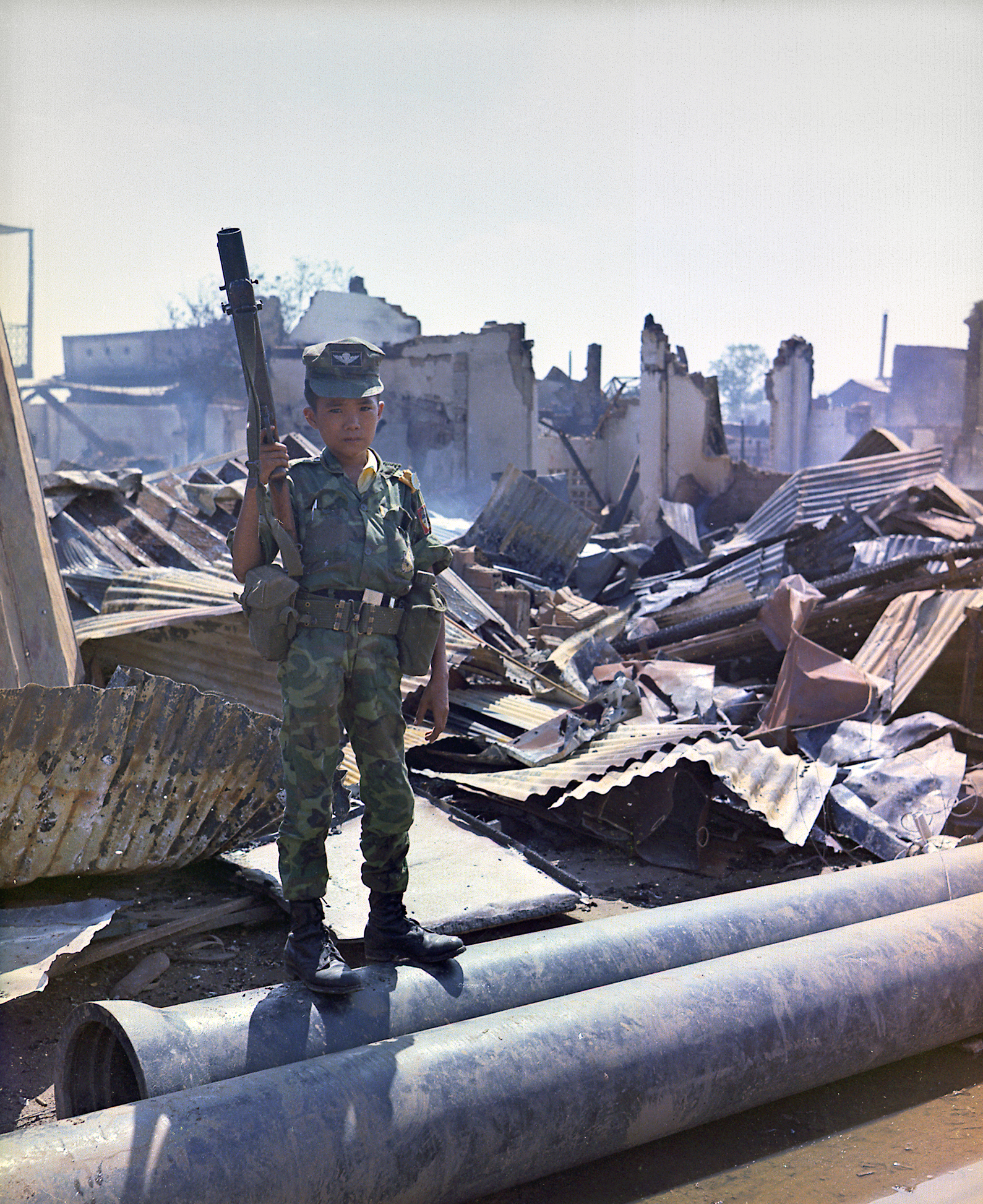
یک کودک ویتنامی در جنگ ویتنام اسلحه جنگی را برای عکاس ارتش آمریکا نمایش می‌دهد، ۱۹۶۸

### اروپا
- چچن: بر اساس‌گزار ش سازمان ملل، جدایی طلبان چچن تعداد زیادی از کودکان را مجبور به شرکت در جنگ کردند. گزارشهایی نیز مبنی براستفاده از کودکان برای حمله انتحاری داده شده‌است.
- بریتانیا: حداقل سن برای شرکت در نیروی زمینی بریتانیا ۱۶ و نیم سال است. برای افراد زیر هجده سال متقاضی شرکت در نیروی زمینی بریتانیا اجازه والدین اجباری است. حدود چهل در صد نیروی زمینی بریتانیا را افراد ۱۶ تا۱۷ سال تشکیل می‌دهد.[۳۶] بریتانیا در سال ۲۴ ژوئن ۲۰۰۳ میلادی «پروتکل اختیاری کنوانسیون حقوق کودک، ممنوعیت استفاده از کودکان درجنگ» را پذیرفت. این پروتکل از دولت می‌خواهد که اجازه شرکت اعضای زیر هجده سال ارتش خودرا در جنگ ندهند. با این وجود دولت بریتانیا بین سال‌های ۲۰۰۳ تا ۲۰۰۵ ۱۵ سرباز ۱۷ ساله را به عراق فرستاد.[۳۷]

### آمریکای شمالی

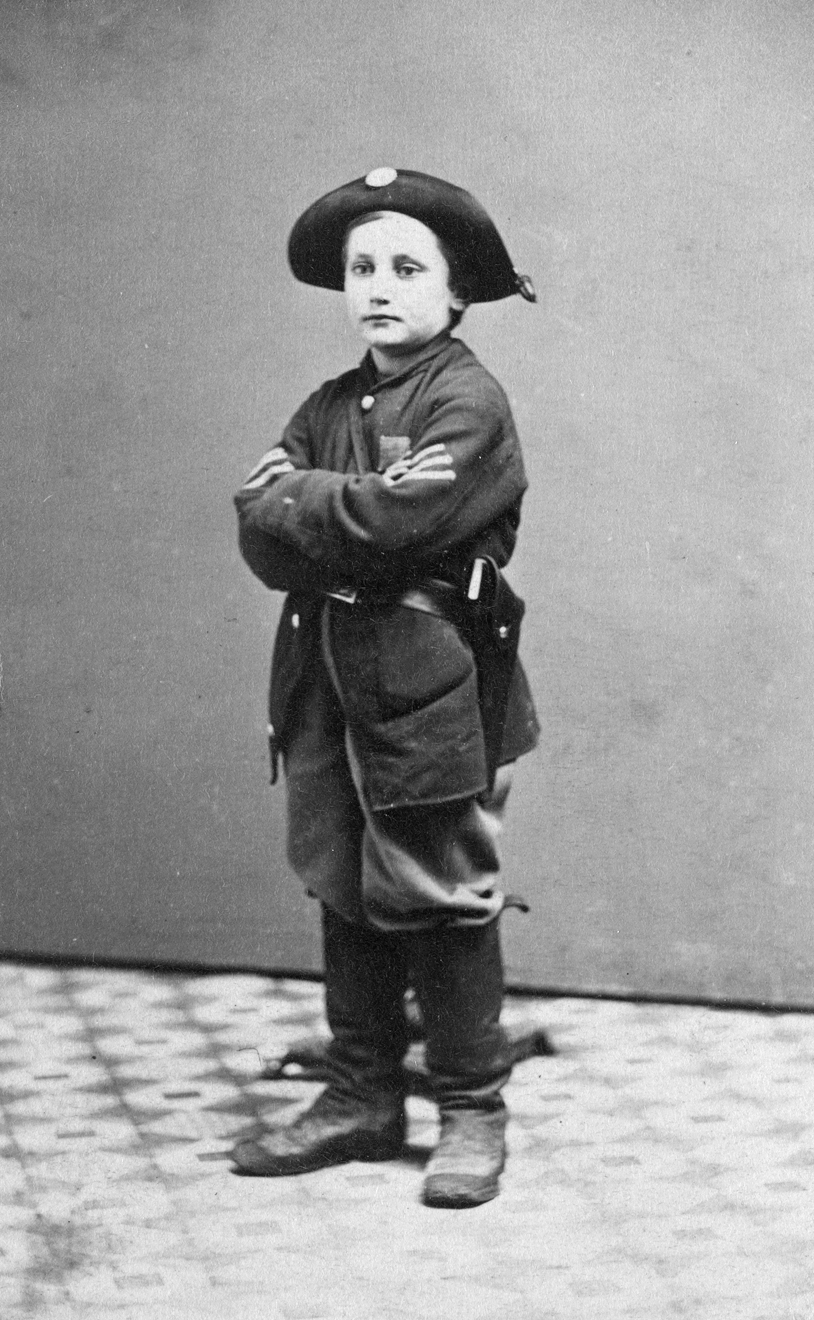
یک سرباز کودک در جنگ داخلی آمریکا، ابتدای دهه ۱۸۶۰ میلادی

- کانادا: در کانادا افراد بالای شانزده سال با اجازه والدین خود می‌توانند عضو ارتش شوند. در سن هفده سالگی آن‌ها بدون اجازه والدین خود نیز می‌توانند عضو ارتش شوند ولی سربازی اجباری برای افراد زیر هیجده سال ممنوع است.[۳۸] در پرونده «عمر خدار» کانادا رضایت داد که سرباز کودک با تابعیت کانادا «عمر خدار» (او در سن پانزده سالگی در جنگ افغانستان اسیر شد) به فرستاده شود.
- ایالات متحده آمریکا: در آمریکا افراد بالای ۱۷ سال می‌توانند عضو ارتش شوند. ولی به آن‌ها اجازه شرکت در درگیری داده نمی‌شود. در آمریکا سربازگیری به صورت اختیاری است. افراد کمتر از سن قانونی می‌توانند با اجازه والدین خود برای عضویت در ارتش ثبت نام کنند. در ارتش آمریکا افراد باید دیپلم پایان دوره متوسطه یا مدرک معادل آن را داشته باشند.

آمریکا به خاطر زندانی کردن کودکان خردسال اسیر در جنگ عراق و جنگ افغانستان به شدت مورد انتقاد قرارگرفت. «عمر خدار» کودکی که درسال ۲۰۰۲ در افغانستان اسیر شد در یک دادگاه نظامی محکوم و به مدت پنج سال در بازداشتگاه گوانتانامو زندانی شد. دیدبان حقوق بشر اعلام کرد که دولت آمریکا او را با افراد بالغ در یک سلول نگهداری می‌کند و او مورد آزار جنسی بازجوهایش قرار گرفته‌است. تلاش‌ها برای آزادی او با دادن فرصت تحصیلی شکست خورد و به وی اجازه ملاقات با خانواده‌اش داده نشد.

## تاریخ

### جنگ جهانی دوم
در جنگ جهانی دوم و در زمان واقعه هولوکاست کودکان یهودی به عضویت گروه مقاومت یهودیان درآمدند. همچنین در اروپا کودکان عضو گروه‌های مقاومت ضد فاشیسم شدند. همچنین تعدادی از کودکان در ارتش سرخ اتحاد جماهیر سوسیالیستی شوروی در جنگ شرکت داده شدند. در طرف مقابل جوانان هیتلری سازمانی در حزب نازی آلمان (حزب ناسیونال‌سوسیالیست کارگران آلمان) بود که تلاش می‌کرد کودکان را از لحاظ جسمانی و روانی هماهنگ با ایدئولوژی حزب نازی آلمان کند. در پایان جنگ جهانی دوم، تعداد زیادی از کودکان آلمانی وارد ارتش شدند.

### کامبوج ویتنام لائوس
در طول جنگ هند و چین در ۱۹۶۲ همه طرف‌های درگیر جنگ از کودکان برای اهداف نظامی استفاده می‌کردند. در مهترین مورد خمرهای سرخ (حزب کمونیست) حاکم در کامبوج از کودکان برای کشتار دسته جمعی و اعمال غیرانسانی در نسل‌کشی کامبوج استفاده می‌کرد.

### جنگ ایران و عراق
در طول جنگ ایران و عراق دو طرف در گیر جنگ از کودکان برای اقدامات نظامی استفاده کردند.